# مارتن إتش. غلين
مارتن إتش. غلين هو صحفي ومحامي وسياسي أمريكي، ولد في 27 سبتمبر 1871 في فالاتي في الولايات المتحدة، وتوفي في 14 ديسمبر 1924 في ألباني في الولايات المتحدة. نشط حزبياً في الحزب الديمقراطي.

## مناصب
- انتخب New York State Comptroller [الإنجليزية]‏ (1907 – 31 ديسمبر 1908).
- انتخب نائب حاكم نيويورك [الإنجليزية]‏.
- انتخب حاكم نيويورك [الإنجليزية]‏ (17 أكتوبر 1913 – 31 ديسمبر 1914).
- انتخب عضو مجلس النواب الأمريكي [الإنجليزية]‏ عن دائرة New York's 20th congressional district [الإنجليزية]‏ (4 مارس 1899 – 3 مارس 1901).